# Sjørslev Kirke
Sjørslev Kirke er en kirke i Sjørslev Sogn, i det tidligere Lysgård Herred, Viborg Amt, nu i Silkeborg Kommune. Den oprindelige kirke er formodentlig opført omkring 1130 af fint tilhugne granitkvadre over en dobbeltsokkel, karnis over skråkant. Den romanske kirke har bestået af kor med apsis og skib. Af denne kirke står i dag kun nordmuren tilbage, døren kan påvises ved tærskelsten. Materialer fra den romanske kirke kan ses ved gravhøjen for Steen de Steensen til Aunsbjerg nord for kirken, her ses bl.a. baser med akantusblade og perlerækker i Viborgstil, disse stammer formodentlig fra søjleportaler, desuden ses vinduesoverliggere.
Kirken har hørt under Aunsbjerg herregård til 1954. I 1544 blev tårnet tilføjet af rigsmarsk Mogens Gøye, det består nederst af granitkvadre fra den nedrevne vestvæg og øverst af munkesten. I 1768 var kirken så medtaget, at Steen de Steensen lod den kraftigt ombygge. Sydmur og apsis blev nedrevet og en ny sydmur samt en flad østvæg blev opført i mursten. Ved ombygningen fik tårnet lavt blytækket pyramidespir med høj fløjstang. Kirken blev istandsat 1965-67.
Gravhøjen på Sjørslev kirkegård indgår i Steen Steensen Blichers novelle Skytten på Aunsbjerg.
Den runde korbue er bevaret med profilerede kragbånd. Koret har ottedelt hvælv, skibet fladt loft. Ved ombygningen i 1768 fik kirkerummet nyt interiør og blev omdannet til en rokokokirke. Over korbuen ses en kartouche med årstallet 1772 og en religiøs indskrift. Vinduerne er omfattet af kalkmalede rokokoornamenter. Prædikestolen er fra 1771 og altertavlen fra 1783. På nordvæggen ses et korbuekrucifikset fra omkring 1475. I 1930 afdækkede Harald Borre en kalkmalet rankedekoration fra midten af 1500-tallet, desuden påvistes to lag sengotiske kalkmalerier i korhvælvet. Kalkmalerierne blev atter overkalket i 1965.
Kirkens døbefont af granit har på kummen dobbeltløver med fælles fremspringende mandshoved, på den terningkapitælformede fod ses løver, engel og fugl. Den stammer formodentlig fra kirkens grundlæggelse omkring 1130. Den er et af de fineste eksempler på de nordjyske løvefonte og har givet navn til den gruppe af døbefonte man kalder Sjørslevgruppen, hvis type dateres til 1123-45. Den består af rund kumme og terningeformet fod. På kummen ses to dobbeltløver symmetrisk placeret med parvis fælleshoved i højere relief end kroppene. Halernes endekvaster er stærkt stiliserede. Kummen er udsmykket med romansk rankeværk bestående af en rigt udsmykket akantusranke, som slynger sig langs kummens kant. På fodstykke ses fire billedfelter, to løver hvoraf den ene vender hovedet bagud mod den anden løve, en fugl og engel, på hjørnerne ses mandshoveder.
Kummens løver er slanke med lange haler og svajende rygge. Det ene forben er løftet og trukket helt op under mandehovedet. Manker og haler er udførligt udført. Mandehovederne er lange og smalle med ovale øjne, næsen lang og kraftig, munden lille. Hovedhåret er stærkt stiliseret med midterskilning. På kummen ses rester af bemaling, løvekroppene har været bemalet med hvidgul farve på sort baggrund og med mønjerød indramning, på bladrankerne ses spor af forgyldning.

## Eksterne kilder og henvisninger
- Wikimedia Commons har flere filer relateret til Sjørslev Kirke
- Sjørslev Kirke Arkiveret 31. januar 2011 hos  Wayback Machine hos nordenskirker.dk
- Sjørslev Kirke hos KortTilKirken.dk